# Norra Kölens naturreservat
Norra Kölens naturreservat är ett naturreservat i Luleå kommun i Norrbottens län.
Området är naturskyddat sedan 2019 och är 0,2 kvadratkilometer stort. Reservatet ligger nordväst om Vitå söder om Umpomyrans naturreservat och består av gammal granskog.  